# Novossélitsia
Novossélitsia (en ucraïnès Новоселиця i en rus Новоселица) és una ciutat de la província de Txernivtsí, Ucraïna. El 2021 tenia 7.514 habitants.